# サメハダホウズキイカ科
サメハダホウズキイカ科 (Cranchiidae) はイカの科の一つ。約60種を含む。全世界の海洋の表層から中層に生息する。大きさは外套長10cm程度の小型種から、3mに達するダイオウホウズキイカまで様々である。
英名はGlass squid・cockatoo squid・cranchiid・cranch squid・bathyscaphoid squidなどがある。"Glass squid" はほとんどの種で体が透明であることに由来し、"bathyscaphoid squid" は浮力調節方法がバチスカーフに似ていることによる。
他のイカのように、幼生は表層で過ごし、成熟すると深海に降りる。水深2000mにまで降りる種もいる。成長に連れて形態が大きく変化するため、幼生が別種だと思われていたものも多い。
漁業上の価値はない。

## 形態
膨らんだ体を持ち、短い腕には吸盤か鉤が2列に並ぶ。第3腕は大きく発達することも多い。眼の形態は様々で、大きく丸いものから、筒状で柄のついたものまで存在する。僅かながら日光の届く場所で生活するものが多く、透明な部分が多い。不透明な器官は眼と消化腺（肝臓）のみであり、さらに、これらの器官の下にも発光器がついて影を打ち消している。また、消化腺は葉巻型で、体の姿勢に応じて縦になるように回転し、影の面積を最小にしている。
通常のイカでは体後部に位置する内臓囲心腔 (visceropericardial coelom) が、本科では背面前方に伸びて外套縁にまで達している。この腔は海水よりも比重の軽い塩化アンモニウム溶液を含み、遊泳せずに水中に浮遊できるだけの浮力を生む。
また、漏斗牽引筋が薄く広がり、内臓囲心腔の下で外套腔を2つに仕切る膜となっている。この膜には消化腺の部分に孔が開いており、内臓囲心腔を裏打ちする筋肉の蠕動運動によってこの孔に送り込まれた海水は、消化腺に隣接する鰓を通過してガス交換を行い、膜の腹側を通って漏斗から排出される。このシステムによって、外套膜を動かさずに呼吸することができる。

## 分類
2亜科15属が属する。種数はWoRMS、和名はBISMaLによる。
- Cranchiinae Prosch, 1849 ホウズキイカ亜科
  - Cranchia Leach, 1817 - 1種 サメハダホウズキイカ Cranchia scabra
  - Leachia Lesueur, 1821 - 8種 トウガタイカ Leachia pacifica
  - Liocranchia Pfeffer, 1884 - 2種 ホウズキイカ Liocranchia reinhardti
- Taoniinae Pfeffer, 1912 クジャクイカ亜科
  - Bathothauma Chun, 1906 - 1種 メナガイカ Bathothauma lyromma
  - Egea Joubin, 1933 - 1種 Egea inermis
  - Galiteuthis Joubin, 1898 - 5種 スカシイカ Galiteuthis pacifica
  - Helicocranchia Massy, 1907 - 4種 ゴマフホウズキイカ Helicocranchia pfefferi
  - Liguriella Issel, 1908 - 2種
  - Megalocranchia Pfeffer, 1884 - 5種 オオホウズキイカ Megalocranchia maxima
  - Mesonychoteuthis Robson, 1925 - 1種 ダイオウホウズキイカ
  - Sandalops Chun, 1906 - 1種 ナミダホウズキイカ Sandalops melancholicus
  - Taonius Steenstrup, 1861 - 3種 クジャクイカ Taonius pavo
  - Teuthowenia Chun, 1910 - 3種 サヤボソイカ Teuthowenia elongatus